# Christian Fazzino
Christian Fazzino, né le 5 août 1956 à Fedala, actuelle Mohammedia (Maroc), est un joueur de pétanque français.

Licencié depuis toujours à Montluçon dans l'Allier (Club du Pont-Neuf, puis l'Amicale des Marais), il est sacré, en 2000, « Joueur du siècle » par un vote réalisé auprès de journalistes spécialisés et des milliers de joueurs lors du Mondial de Millau, devant Marco Foyot et Philippe Quintais.

## Biographie
Christian Fazzino commence à jouer à la pétanque à l'âge de sept ans, sur une avancée de trottoir devant son immeuble de Montluçon (Allier). Droitier, licencié à Montluçon (Club du Pont-Neuf, puis Club amicale des Marais, il se démarque dès 1975 en remportant, à 19 ans à peine, la Coupe de France en individuel. Il accumule depuis les victoires internationales et nationales (déjà plus de 500 en 2014). Son style de jeu est considéré comme à la fois traditionnel et épuré. Son poste préféré est le milieu. Maintenant retraité, il exerçait la profession d'électricien à la mairie de Montluçon. En novembre 2018 il signe pour la saison 2019 aux Canuts de Lyon.

## Clubs
- ?-? : Club du Pont-Neuf Montluçon (Allier)
- ?-2018 : Les Marais de Montluçon (Allier)
- 2019-2021 : Les Canuts de Lyon (Rhône)
- 2022-2023 : Bron Terraillon (Rhône)
- 2023 - ... : Pétanque Arlancoise (Puy-de-Dôme)

## Palmarès[2],[3]

### Séniors

#### Championnats du Monde
Champion du Monde
- Triplette 1988 (avec Didier Choupay et Daniel Voisin) :  Équipe de France 2
- Triplette 1989 (avec Didier Choupay et Daniel Voisin) :  Équipe de France 3
- Triplette 1992 (avec Daniel Monard et Jean-Marc Foyot) :  Équipe de France
- Triplette 1998 (avec Michel Briand, Didier Choupay et Philippe Quintais) :  Équipe de France

Finaliste
- Triplette 1995 (avec Jean-Marc Foyot et Michel Schatz) :  Équipe de France 2

Troisième
- Triplette 1991 (avec Daniel Voisin et Didier Choupay) :  Équipe de France
- Triplette 1994 (avec Michel Briand et Jean-Marc Foyot) :  Équipe de France 2

#### Jeux mondiaux
Vainqueur
- Triplette 1989 (avec Didier Choupay et Daniel Voisin) :  Équipe de France
- Triplette 1993 (avec Daniel Monard et Jean-Marc Foyot) :  Équipe de France

#### Championnats d'Europe
Champion d'Europe
- Triplette 2019 (Vétérans) : avec Jean-Marc Foyot, Fernand Rivière et Christian Lagarde :  Équipe de France
- Champion d'Europe Triplette 2023 vétérans avec Jean Marc foyot , Christian Lagarde et Michel Loy

#### Coupe d'Europe des Clubs
Vainqueur
- 2009 : (avec Mégane Bréa, Sylvie Jaunet, Vincent Demuth, Eric Dasnias, Frédéric Perrin, Denis Olmos, David Winterstein et Georget Croci (coach)) : Les Marais de Montluçon
- 2019 : (avec Mouna Beji, Joseph Molinas, Fernand Molinas, Angy Savin, Alexandre Mallet, Gino Deylis, Jacques Dubois et Ranya Kouadri (coach)) : Les Canuts de Lyon

Finaliste
- 2003 : Les Marais de Montluçon

#### Championnats de France
Champion de France
- Tête-à-tête 1975 : à Clermont-Ferrand (Les Marais de Montluçon)
- Tête-à-tête 1978 : à Bagneux (Les Marais de Montluçon)
- Tête-à-tête 1982 : à Chambéry (Les Marais de Montluçon)
- Doublette 1984 (avec Daniel Voisin) : à Montpellier (Les Marais de Montluçon)
- Triplette 1984 (avec Alain Rochelet et Daniel Voisin) : à Bastia (Les Marais de Montluçon)
- Triplette 1989 (avec Jean-Luc Amblard et Daniel Voisin) : à Mâcon (Les Marais de Montluçon)
- Tête-à-tête 1990 : à Cannet-Rocheville (Les Marais de Montluçon)
- Triplette 1998 (avec Philippe Suchaud et Didier Velut) : à La Roche-sur-Yon (Les Marais de Montluçon)
- Tête-à-tête 2002 : à Cournon (Les Marais de Montluçon)
- Triplette 2002 (avec Philippe Suchaud et Daniel Voisin) : à Soustons (Les Marais de Montluçon)
- Tête-à-tête 2003 : à Dijon (Les Marais de Montluçon)
- Triplette 2005 (avec Raphaël Rypen et Frédéric Perrin) : à Marseille (Les Marais de Montluçon)
- Tête-à-tête 2006 : à Belfort (Les Marais de Montluçon)
- Doublette 2013 (avec Denis Olmos) : à Sassenage (Les Marais de Montluçon)

Finaliste
- Tête-à-tête 1976 : à Poitiers (Les Marais de Montluçon)
- Doublette 1987 (avec Daniel Voisin) : à Vichy (Les Marais de Montluçon)
- Tête-à-tête 1989 : à Épinal (Les Marais de Montluçon)
- Tête-à-tête 1991 : à Reims (Les Marais de Montluçon)
- Triplette 1994 (avec Jean-Luc Amblard et Daniel Voisin) : à Angoulême (Les Marais de Montluçon)
- Tête-à-tête 1994 : à Angoulême (Les Marais de Montluçon)
- Triplette 2001 (avec Philippe Suchaud et Daniel Voisin) : à Narbonne (Les Marais de Montluçon)
- Tête-à-tête 2001 : à Narbonne (Les Marais de Montluçon)
- Tête-à-tête 2007 : à Saint-Louis (Les Marais de Montluçon)
- Doublette 2015 (avec Denis Olmos) : à Pau (Les Marais de Montluçon)

#### Coupe de France individuel
Vainqueur
- 1975
- 1978

#### Coupe de France des clubs
Vainqueur
- 2003 (avec Edwige Peseyre, Philippe Suchaud, Eric Dasnias, Frédéric Perrin, Antoine De Macedo, David Winterstein et Lucette Sallot (coach)) : Les Marais de Montluçon
- 2009 (avec Mégane Bréa, Sylvie Jaunet, Vincent Demuth, Eric Dasnias, Frédéric Perrin, Denis Olmos, David Winterstein et Georget Croci (coach)) : Les Marais de Montluçon
- 2019 : (avec Mouna Beji, Joseph Molinas, Fernand Molinas, Angy Savin, Alexandre Mallet, Gino Deylis, Jacques Dubois et Ranya Kouadri (coach)) : Les Canuts de Lyon

Finaliste
- 2004 (avec Edwige Peseyre, Raphaël Rypen, Eric Dasnias, Frédéric Perrin, Antoine De Macedo, David Winterstein et Lucette Sallot (coach)) : Les Marais de Montluçon

#### Masters de pétanque
Vainqueur
- 2002 (avec Daniel Voisin, Philippe Suchaud et Frédéric Perrin) : Équipe Fazzino
- 2005 (avec Jean-Marc Foyot, Pascal Milei et Zvonko Radnic) : Équipe Fazzino
- 2013 (avec Philippe Suchaud, Damien Hureau et Philippe Quintais) : Équipe Suchaud
- 2017 (avec Christian Andriantseheno, Diego Rizzi et Charles Weibel) : Équipe Fazzino (Wild Card)
- 2021 (avec Mickaël Bonetto, Jérémy Fernandez et David Riviera) : Equipe Fazzino[4]

Finaliste
- 2001 (avec Daniel Voisin, Philippe Suchaud et Raphaël Rypen) : Équipe Fazzino
- 2004 (avec David Le Dantec, Stéphane Dath et Charles Weibel) : Équipe Le Dantec (Wild Card)
- 2016 (avec Stéphane Robineau, Antoine Cano et Jean-Philippe Chioni) : Équipe Robineau

#### Trophée des villes de pétanque
Vainqueur
- 2004 (avec Georget Croci, Frédéric Perrin et David Winterstein) : Montluçon
- 2006 (avec Frédéric Perrin, David Winterstein et Romain Billaud) : Montluçon

#### Millau

##### Mondial de Millau (1993-2002)
Vainqueur
- Tête-à-tête 1998

Finaliste
- Tête-à-tête 1994
- Triplette 2001 (avec Philippe Suchaud et Daniel Voisin)
- Triplette 2002 (avec Philippe Suchaud et Daniel Voisin)
- Tête-à-tête 2002

##### Mondial à pétanque de Millau (2003-2015)
Vainqueur
- Tête-à-tête 2010

### Vétérans

#### Championnat de France
Vainqueur
- Triplette 2018 (avec Gilbert Issert et Jean-Michel Spinouze)

## Distinctions
En 1995, il devient co-recordman mondial de tirs accélérés (autre français également détenteur : Philippe Quintais), avec 992 boules tirées sur 1 000, en 55 min 11 s à Millau. Il récidive le 10 mai 2011 à Dreux en exhibition.
En 2000, il est sacré Joueur du siècle par la Fédération internationale.
Fazzino est également le codétenteur du record du monde de tir des 1000 boules en une heure. Depuis 1997, cette tentative se fait par équipe de dix joueurs, chacun ayant 100 tirs à faire en 1h00. Le record a donc été battu le 10 mai 2011 à Dreux, avec les tireurs suivants (classés par nombre de boules tirées) : Philippe Quintais (94), Stéphane Robineau (93), Christian Fazzino (91), Damien Hureau (91), Dylan Rocher (89), Philippe Suchaud (86), Julien Lamour (84), Christophe Sévilla (84), Michel Loy (83) et Kevin Malbec (81), ce qui donne un total de 876 boules tirées sur 1 000 en 53 minutes et 25 secondes. Quant au précédent record, celui-ci était de 869 boules sur 1000, enregistré en 1997.

## Vie privée
Veuf de sa première femme, avec qui il a eu deux enfants, il se remarie avec Martine Fazzino. Cette dernière décède en septembre 2018.